# SuperM
I SuperM (슈퍼엠?) sono un supergruppo sudcoreano formato a Seul nel 2019 dalle agenzie SM Entertainment e Capitol Records. Il gruppo è composto da sette membri: Tae-min degli Shinee, Baek-hyun e Kai degli Exo, Tae-yong e Mark degli NCT 127 e infine Ten e Lucas dei WayV

## Formazione
- Baek-hyun (백현) – leader, voce (2019-presente)
- Tae-min (태민) –  voce, centrale (2019-presente)
- Kai (카이) – voce, rap (2019-presente (attualmente in leva militare))
- Tae-yong (태용) – rap (2019-presente)
- Ten (텐)  – voce, rap (2019-presente)
- Lucas (루카스) – rap (2019-presente)
- Mark (마크) – rap (2019-presente)

## Discografia

### Album in studio
- 2020 – Super One

### EP
- 2019 – SuperM[2]

## Videografia
- 2019 – Jopping[3]
- 2020 – 100
- 2020 – Tiger Inside
- 2020 – One (Monster & Infinity)
- 2021 – We Do

## Tournée
- 2019-2020 – SuperM: We Are the Future Live[4]

## Programma televisivo
- Knowing Bros (아는 형님) - programma televisivo, episodio 245 (2020)
- After School Activities (Dong Dong Shin Ki) - programma online (2020)
- SM C&C STUDIO - MTOPIA, episodi 1-12 (2020)
- As We Wish (tvN) - SuperM Drama, episodi 1-2 (2020)
- SMTOWN Live "Culture Humanity"- concerto online (2021)